# Merche Horna
Merche Horna Pérez (Calmarza) es una empresaria y ganadera española. Ha sido la primera mujer titular de una explotación agraria compartida de Aragón dentro del sector ovino.

## Trayectoria
Horna nació en Calmarza, en la provincia de Zaragoza y estudió auxiliar de enfermería mientras trabajaba en un balneario. Después de casarse, se trasladó a Villafeliche donde tiene una titularidad compartida de ovino en extensivo de más de 500 ovejas de raza Rasa Aragonesa junto a su marido, José Vidal (Langa Horna TCEA). La titularidad compartida permite fomentar la igualdad y mejorar la calidad de vida en el medio rural y ayudar al asentamiento de la población rural.
Está integrada en la cooperativa Oviaragón-Grupo Pastores desde 1994, produciendo ternasco de Aragón. Esta ganadería comenzó en 2006 a trabajar en mejora genética en prolificidad (número de crías nacidas por parto) en la raza Rasa Aragonesa con UPRA-Grupo Pastores. Desde la entrada en el programa de mejora, cuenta con 342 ejemplares nacidos de ganadería intensiva animal.
Horna es consejera de Oviaragón-Grupo Pastores y participó en la creación del Comité Consultivo de Ganaderas de Oviaragón, que está formado por 15 mujeres ganaderas, para velar principalmente por sus necesidades concretas y el avance de la igualdad de género. Desde el comité, se fomenta de manera habitual a través de la comunicación interna este nuevo modelo más inclusivo e igualitario, normalizando el papel de la mujer en este sector.
En 2020, el Grupo Pastores dio forma al proyecto Mujeres Ganaderas Extraordinarias que busca formar y potenciar el papel activo e igualitario de la mujer en las ganaderías de la cooperativa. A su vez, el Grupo Pastores ha formado a decenas de ganaderas en gestión de empresas ganaderas, ley de titularidad compartida, mejora genética del ovino, manejo del ganado, instalaciones, etc. Con estas acciones y reconocimientos, desde el Grupo Pastores, Horna lidera el avance hacia un sector más igualitario en el que se incluya de forma activa a la mujer.

## Reconocimientos
En 2023, Horna recibió el XIV Premio a la Mejora Genética «Martín Peinado» otorgado por Grupo Pastores en reconocimiento al trabajo de selección dentro de su programa de mejora genética.